# Cerny-en-Laonnois
Cerny-en-Laonnois ist eine französische Gemeinde mit 63 Einwohnern (Stand: 1. Januar 2022) im Département Aisne in der Région Hauts-de-France (bis 2016: Picardie). Sie gehört zum Arrondissement Laon, zum Kanton Laon-2 und zum Gemeindeverband Pays de Laon.

## Geografie
Die Gemeinde Cerny-en-Laonnois liegt nördlich des Chemin des Dames und 15 Kilometer südlich von Laon. Im Norden hat die Gemeinde einen Anteil am Lac d’Ailette, einem See, der durch den Aufstau der Ailette entstanden ist. Nachbargemeinden von Cerny-en-Laonnois sind Chamouille im Norden, Neuville-sur-Ailette im Nordosten, Chermizy-Ailles im Osten, Paissy im Südosten, Vendresse-Beaulne im Süden sowie Pancy-Courtecon im Westen.

## Bevölkerungsentwicklung
| Jahr                       | 1962 | 1968 | 1975 | 1982 | 1990 | 1999 | 2010 | 2021 |
| Einwohner                  | 46   | 41   | 34   | 55   | 49   | 54   | 71   | 62   |
| Quellen: Cassini und INSEE |      |      |      |      |      |      |      |      |

## Sehenswürdigkeiten
- Soldatenfriedhof mit 7546 deutschen Gefallenen des Ersten Weltkriegs und anschließendem französischen Soldatenfriedhof mit 5125 Gefallenen aus allen Teilen des Landes.[1]

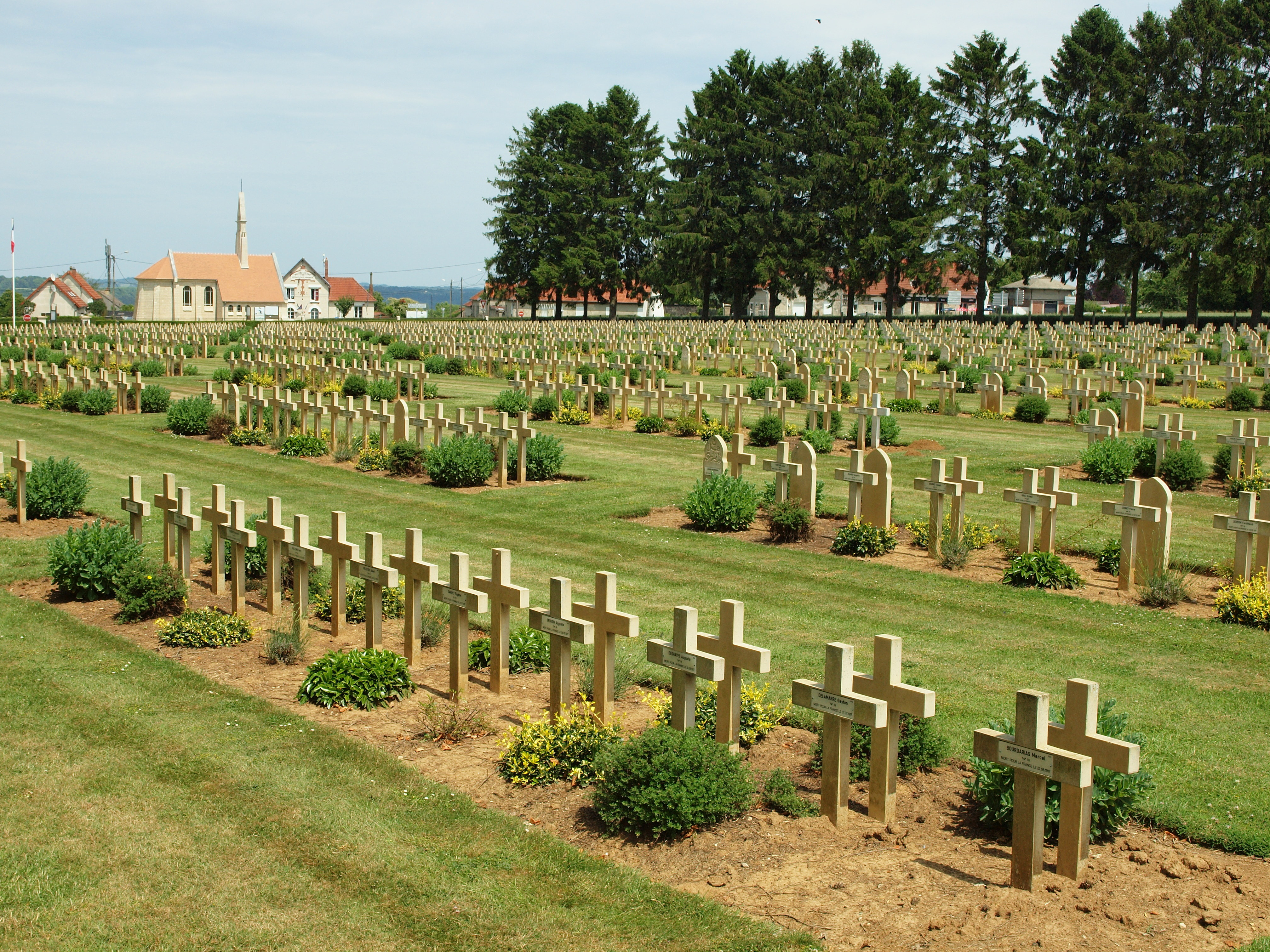
Französischer Soldatenfriedhof
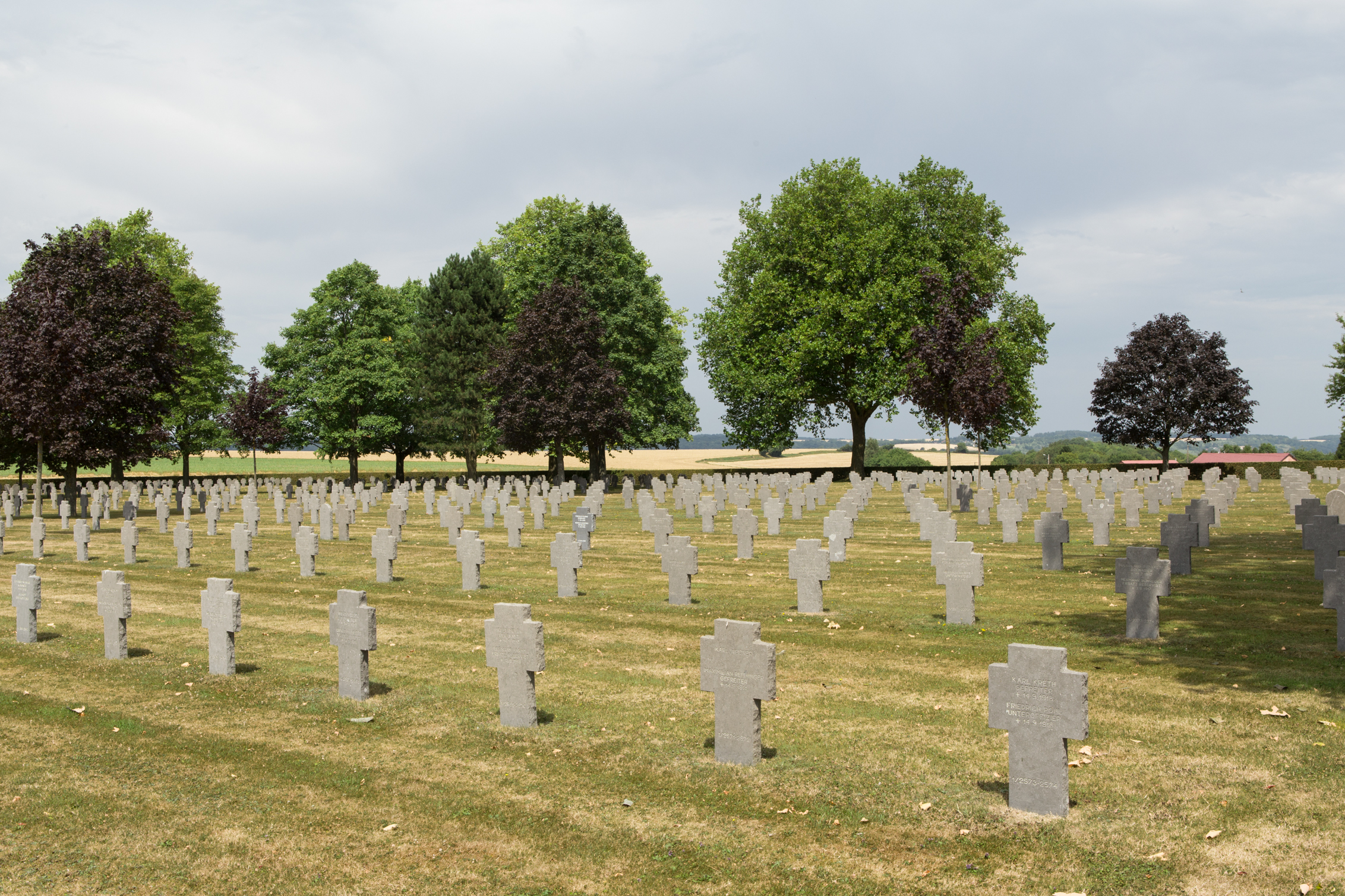
Deutscher Soldatenfriedhof
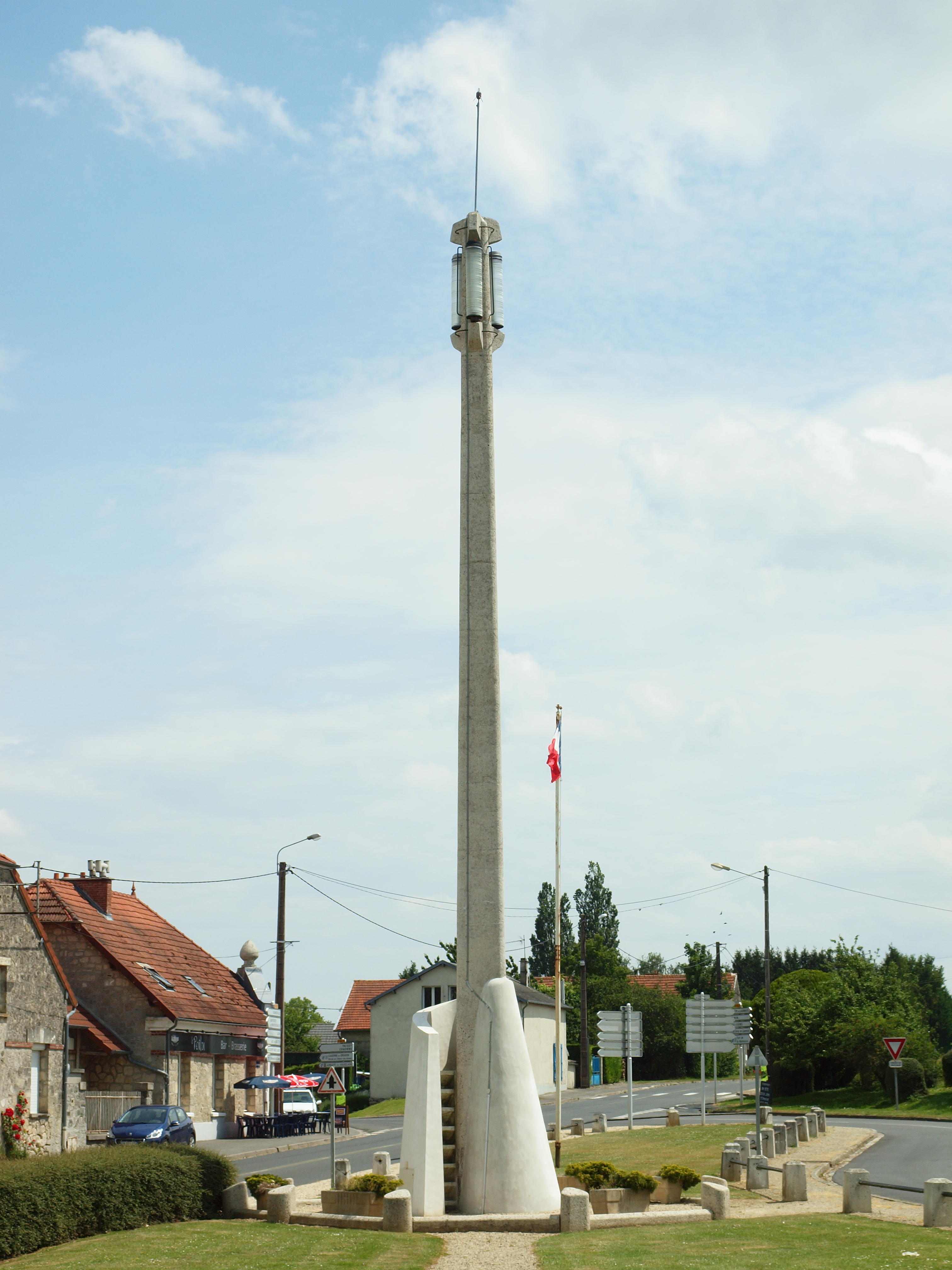
Totenleuchte an den Soldatenfriedhöfen
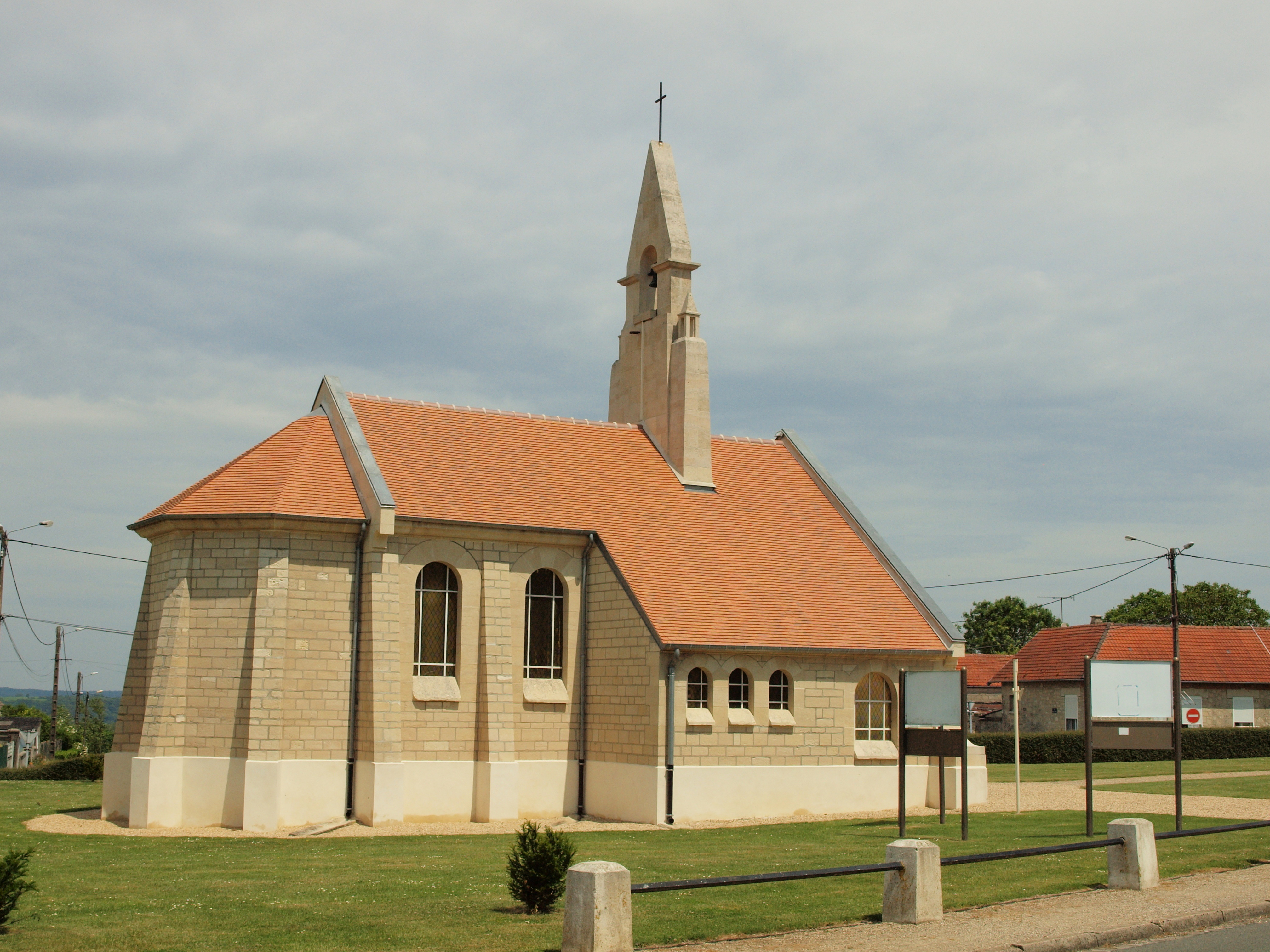
Mahnkapelle an die Kämpfe des Ersten und Zweiten Weltkrieges auf dem Chemin des Dames
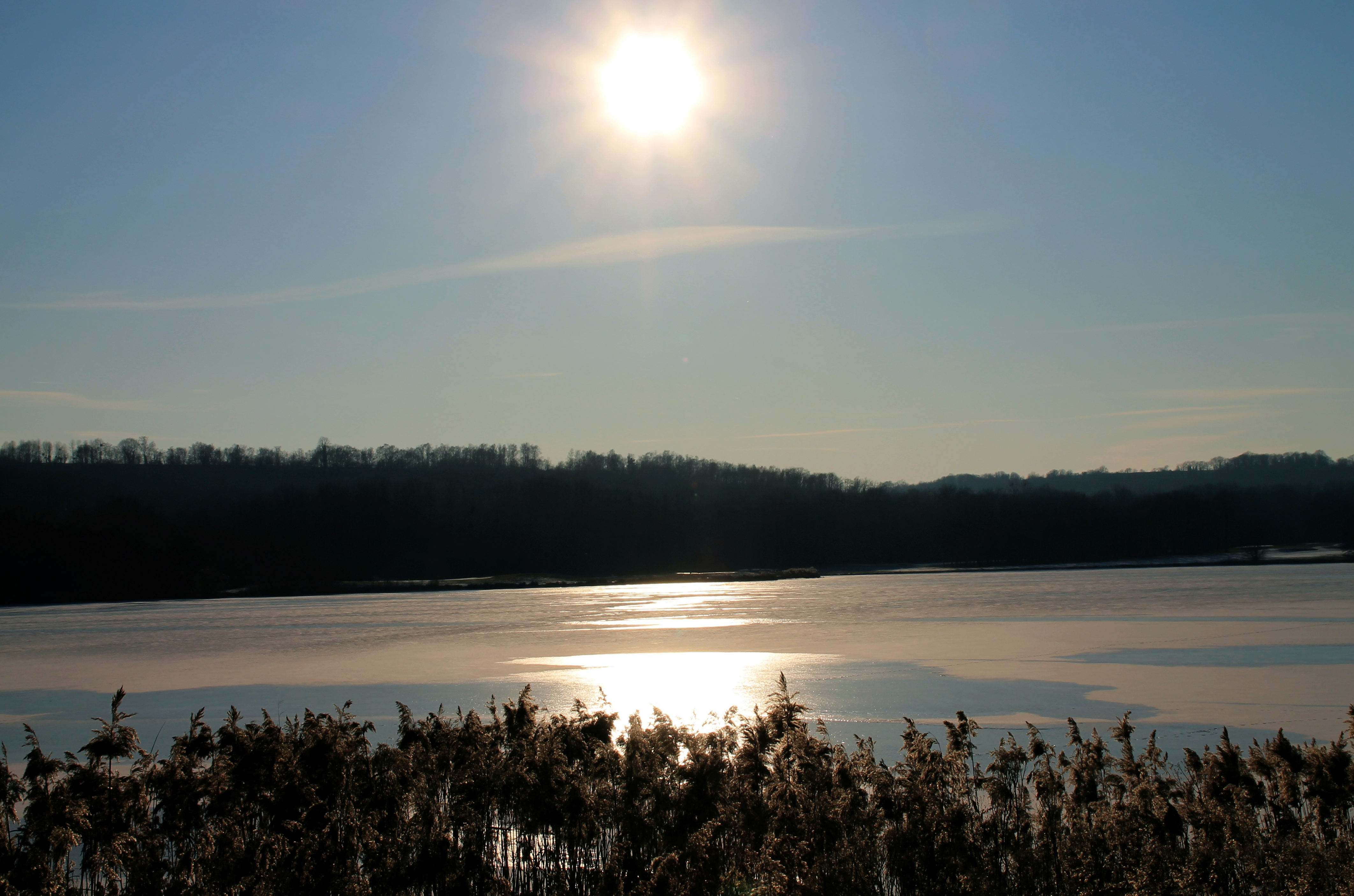
Lac d’Ailette